# Tapauá
Tapauá este un oraș în unitatea federativă Amazonas (AM) din Brazilia. La recensământul din 2007, Tapauá a avut o populație de 19,453 de locuitori. Suprafața orașului 
Tapauá este de 89,324 km². Vezi:http://www.ibge.gov.br/cidadesat/topwindow.htm?1